# معاهدة واباش
وقعت معاهدة واباش بين حكومة الولايات المتحدة الأمريكية و قبائل أمريكا الأصلية في ميامي  بولاية إنديانا، في 28 نوفمبر 1840.
في 28 من نوفمبر 1840، خاضت الولايات المتحدة الأمريكية مفاوضات مع قبيلة ميامي في الشمالي من ولاية انديانا، ساعية إلى شراء أراضيها وتوطين البيض. مُثلت حكومة الولايات المتحدة الأمريكية بالمفوضين سموائيل ميلوري، ألآن هاميلتون. و كانت الولايات المتحدة  قد أشترت بالفعل حق قبيلة ميامي بالتواجد في المنطقة ضمن «معاهدة تشعب نهر واباش» (Treaty at the Forks of the Wabash)، و كانت قبيلة بوتاواتومي (Pottawatomie) هي الوحيدة التي سكنت منطقة تشعبات النهر. ولم تشكل الأراضي المشتراه حول  ينابيع نهر واباش أكثر من 500,000 دنم. 